# Xã Prairie Island, Quận Merrick, Nebraska
Xã Prairie Island (tiếng Anh: Prairie Island Township) là một xã thuộc quận Merrick, tiểu bang Nebraska, Hoa Kỳ. Năm 2010, dân số của xã này là 85 người.